# Скалатський замок
Скалатський замок — замок в містечку Скалат (Тернопільська область; не плутати із селом Старий Скалат). Розташований у південно-західній частині міста, у заплаві річки Гнилої.

## Історія

Стара листівка

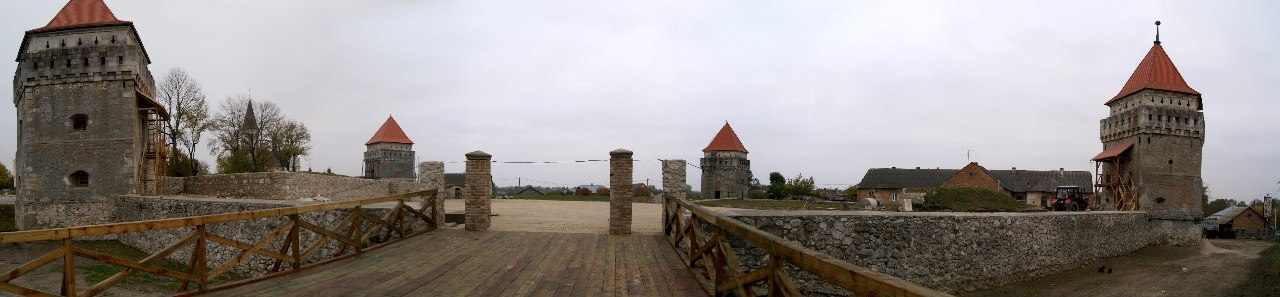

Містечко відоме з 1564 року. Замок зведено на місці більш давніх оборонних споруд, коштом Кшиштофа Віхровського гербу Помян у 1630 р. За поземним планом, це чотирикутник зі сторонами 92, 72, 72 і 63 метри. Кути замку були зміцнені 4 вежами.
Як твердять місцеві краєзнавці, підземні ходи від замку тягнуться до містечка Гримайлів.
Під час Хмельниччини (1648–1651) замок був знищений. Наприкінці 17 століття відбудований новим власником Яном Фірлеєм, який використовував його як власне помешкання.
Наприкінці 19 століття коштом графа Ростовського проведно реставрацію веж (архітектор Теодор Тальовський) в історичному стилі. В роки 1-ї Світової війни замок був повністю знищений .
Після Другої світової війни територію замку використовували для господарських потреб міста. Тут також містився танцмайданчик.

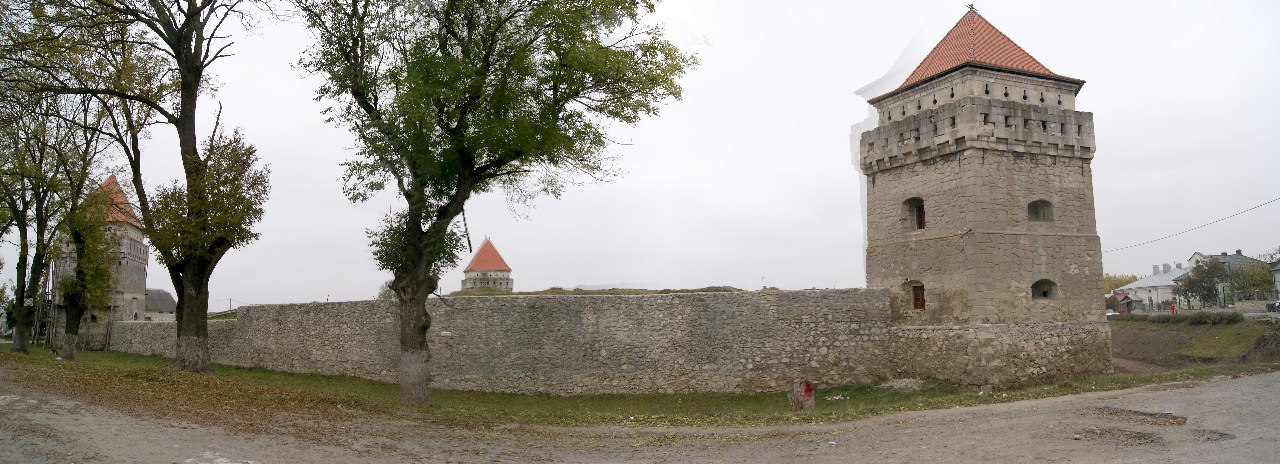

У 1960-ті рр. проведено консервацію залишків замку. Згодом, почато роботи із відтворення всього оборонного комплексу, зокрема відновлено кутові вежі. У 1995 році було закладено камінь під будівництво нового костелу (на місці колишнього Маріацького). В 2002 нову споруду, в нео-готичному стилі, було освячено під іменем святої Анни.
З 1988 р. Інститут «Укрзахідпроектреставрація» проводив обстеження пам'ятки, й 1990 року архітектори І. Андрушко, Любарт Ліщинський, Ю. Курець під керівництвом М. Гайди розробили ескізний проект реставрації та виведення замку з аварійного стану: покриття веж новою дахівкою, а оборонних мурів — ґонтом, розчищення стрільниць, а також відновлення опалювальної системи оборонних веж.
Станом на 2000-ні роки створено копії стін замку, що сягають висоти зросту людини. Вежі відтворені до дахів, вкриті черепицею.
2003 — Скалатський замок був перетворений на філію Національного заповідника «Замки Тернопілля» (керівник філії — Мирослава Смеречинська).
2004 — під час сильної бурі з веж позривало дахівку. Ледве-ледве трималася покрівля однієї башти. Оборонний рів навколо замку був засмічений. Наприкінці 2000-х рр. черепичне покриття трьох веж замку було відновлене, зміцнено їхні фундаменти та стіни, на 4-й вежі роботи тривають.
Всередині території замку археологи віднайшли рештки земляних валів, що дозволяє припустити існування тут дерев'яної фортеці.
Існують плани перетворення однієї з веж замку на музей (уже зібрано понад сотню експонатів), а другої — на готель.

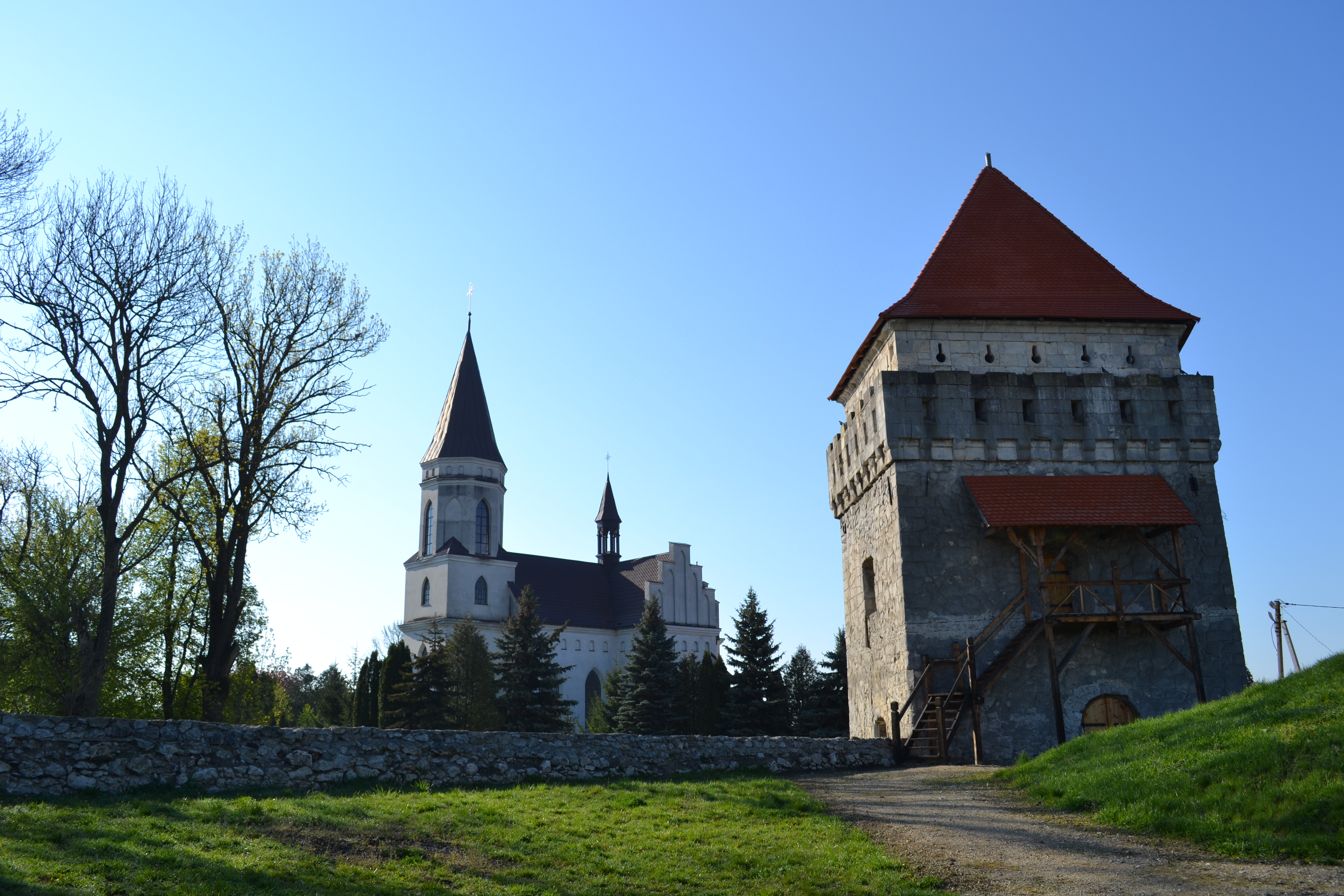
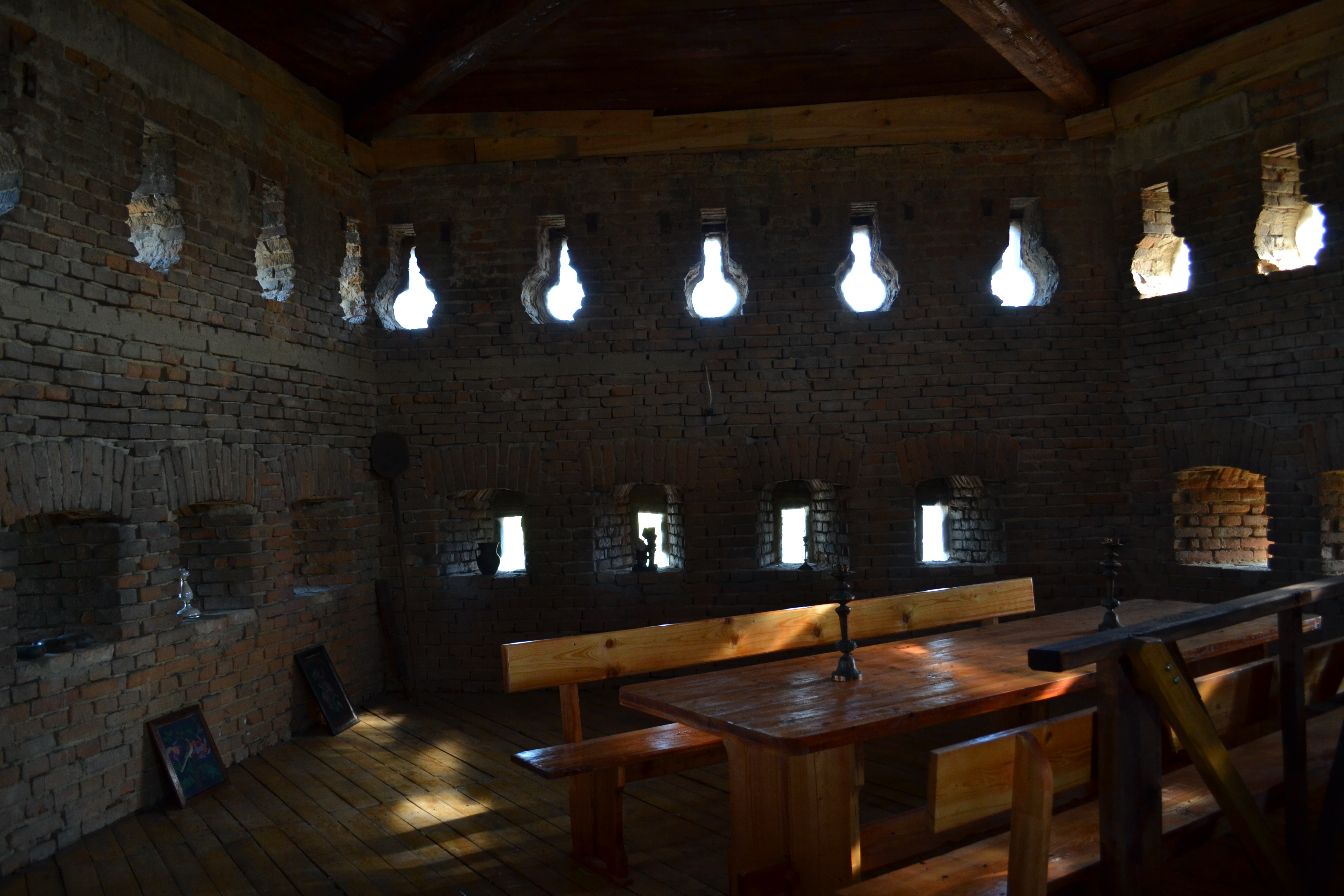
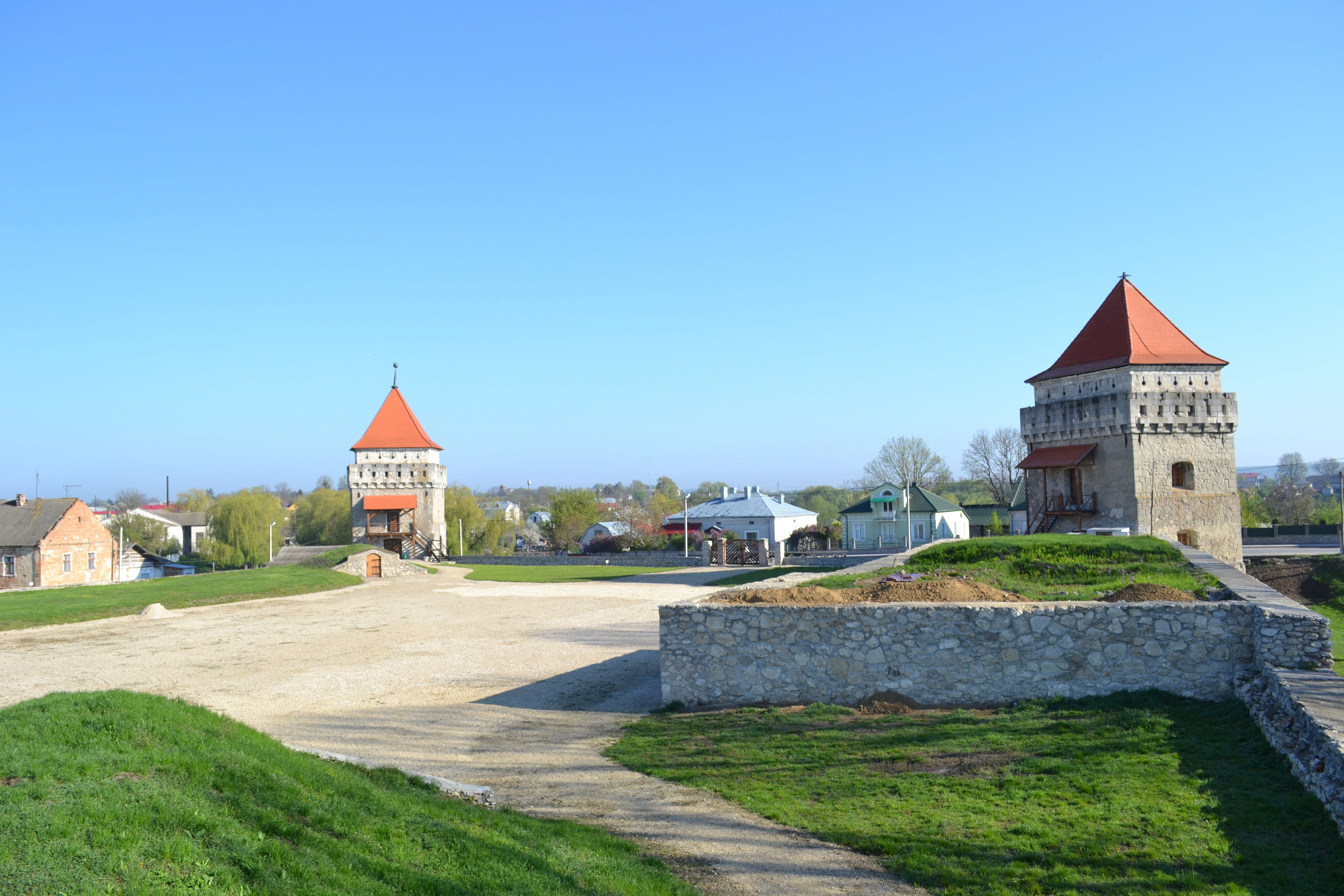
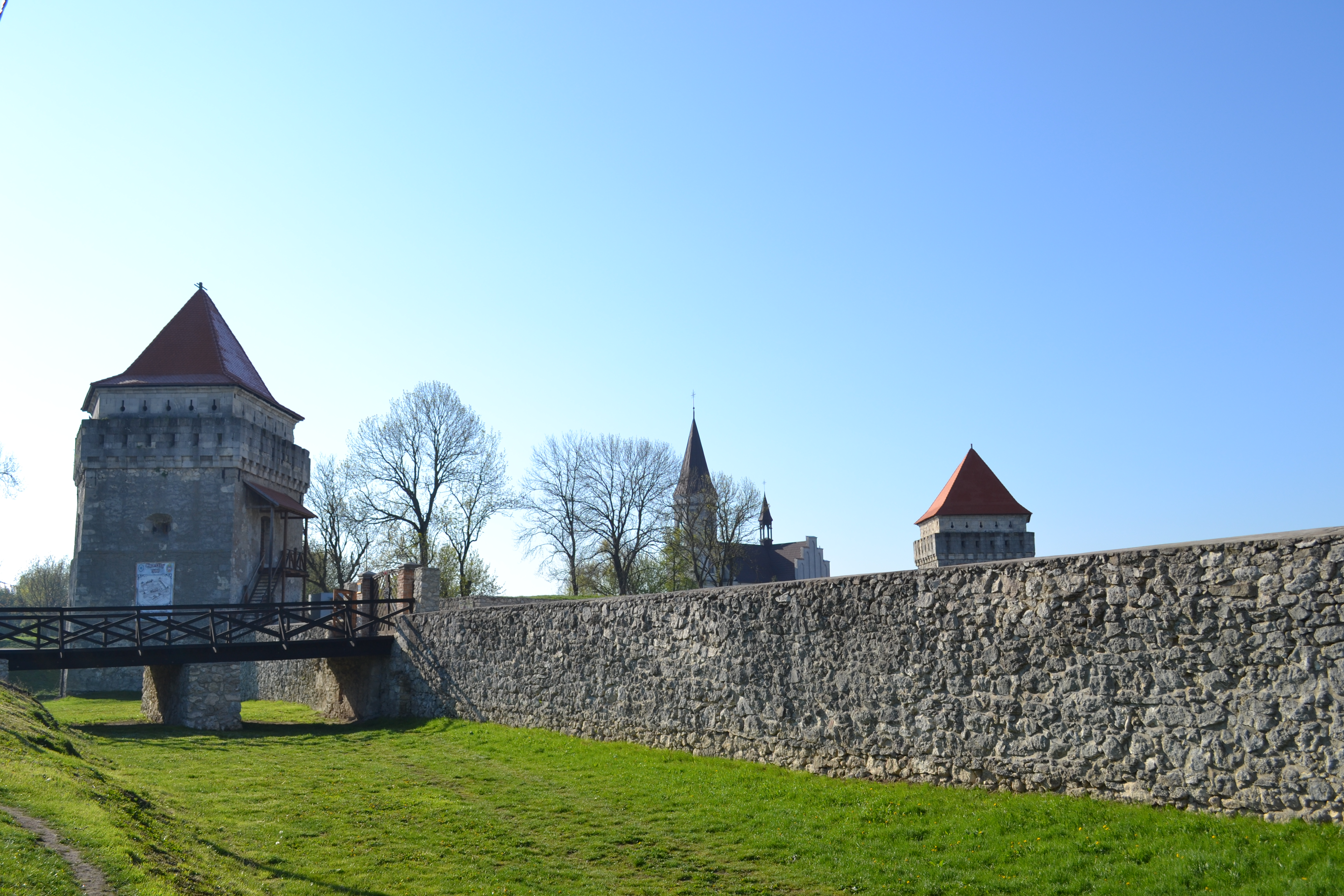